# Dragutin Dimitrijević
Dragutin Dimitrijević (srbsky: Драгутин Димитријевић Апис) (17. srpna 1876 Bělehrad – 27. června 1917 Soluň) byl srbský voják a vůdce nacionalistické skupiny Černá ruka, která v roce 1914 spáchala atentát na arcivévodu Františka Ferdinanda. Tento atentát je považován za jednu z příčin první světové války.

## Biografie
Dragutin Dimitrijević se narodil v Srbsku v roce 1876, v šestnácti letech byl přijat ke studiu na Bělehradskou vojenskou akademii. Zde byl nadprůměrným studentem a na základě výborných výsledků byl okamžitě přijat do generálního štábu srbské armády. Jako horlivý nacionalista se postupně stal specialistou na terorismus.
Již jako kapitán zosnoval Dimitrijević společně se skupinou mladých důstojníků vraždu autokratického a nepopulárního srbského krále. Dne 11. června 1903 zaútočila skupina na královský palác a zabila krále Alexandra i jeho ženu, královnu Dragu. Během útoku byl sice Dimitrijević těžce zraněn, ze svých zranění se ale nakonec vyléčil. Jako celoživotní vzpomínka na tuto událost mu v těle zůstaly uvízlé tři kulky, které se nepodařilo vytáhnout. Srbský parlament poté Dimitrijeviće popsal jako „zachránce vlasti“ a posléze byl jmenován profesorem taktiky na Vojenské akademii. Během následujících let navštívil Německo a Rusko, kde studoval nové vojenské taktiky a doktríny pozemního boje. Během balkánské války (1912–13) pomohl srbské armádě svým účinným vojenským plánováním dosáhnout několika důležitých vítězství.

## Sarajevský atentát
Dimitrijevićovým hlavním zájmem bylo osvobození Srbska od Rakouska-Uherska.[zdroj?] Jako krycí jméno používal přezdívku Apis a již jako vůdce tajné skupiny Černá ruka naplánoval v roce 1911 organizovaný pokus o atentát na císaře Františka Josefa I. Jelikož se ale atentát nezdařil, obrátil Dimitrijević svou pozornost na dědice trůnu, arcivévodu Františka Ferdinanda. Dimitrijević se obával Ferdinandova plánu na udělení koncese jihoslovanským národům, a domníval se, že pokud by se tak stalo, bylo by mnohem složitější dosáhnout nezávislosti srbského státu.[zdroj?] Když se Dimitrijević doslechl, že má arcivévoda František Ferdinand v plánu navštívit Sarajevo v červnu 1914, rozhodl se vyslat tři členy skupiny Černá ruka, Gavrila Principa, Nedeljka Čabrinoviće a Trifka Grabeže, aby arcivévodu zavraždili.
Aniž by o tom Dimitrijević věděl, informoval major Voja Tankosić srbského ministerského předsedu Nikolu Pašiće o celém spiknutí. Přestože Pašić hlavní cíle Černé ruky podporoval, nechtěl o atentátu ani slyšet, neboť se obával, že by tento čin mohl vést k válce s Rakouskem-Uherskem. Proto vydal příkaz, aby byli Princip, Čabrinović a Grabež v případě pokusu o opuštění srbského území neprodleně zatčeni. Jeho příkazy nebyly nicméně splněny a tři zmínění muži přešli do Bosny a Hercegoviny, kde spojili své síly s ostatními spiklenci, Muhamedem Mehmedbasićem, Danilem Ilićem, Vasem Čubrilovićem, Cvjetkem Popovićem, Miškou Jovanovićem a Veljkem Čubrilovićem.
Několik členů Černé ruky zadržených po atentátu u výslechu uvedlo, že hlavními organizátory byli Dimitrijević, Milan Ciganović a major Voja Tankosić. Dne 23. července 1914 požádala rakousko-uherská vláda oficiálně o vydání těchto osob, které měly být následně souzeny u vídeňského soudu.
Téhož dne odpověděl srbský ministerský předseda Nikola Pašić, že „nemůže předat tyto tři muže, jelikož by to bylo v rozporu se srbskou ústavou a srbským trestním právem“. O tři dny později vyhlásilo Rakousko-Uhersko Srbsku válku.
Dimitrijević a několik jeho vojenských kolegů byli o tři roky později srbskými exilovými úřady zatčeni. Dne 23. května 1917 byl Dimitrijević v Soluňském procesu shledán vinným z velezrady a odsouzen k trestu smrti. Trest smrti zastřelením byl vykonán dne 11. června (někdy bývá udáván i 24. nebo 27. červen).